# دورمامو
دورمامو (به انگلیسی: Dormammu) یک شخصیت خیالی ابرشرور در کتاب‌های کامیک منتشر شده توسط مارول کامیکس است. شخصیت دورمامو توسط استن لی و استیو دیتکو خلق شده‌است؛ که برای اولین بار در شمارهٔ ۱۲۶ از مجموعه استرنج تیلز (نوامبر ۱۹۶۴) حضور پیدا کرد. دورمامو فرمانروای بُعد تاریکی، و موجودی با قدرت عرفانی بسیار زیاد است. او با استفاده از قدرت‌های گسترده‌اش به تسخیر دیگر جهان‌ها و ابعاد موجود در کیهان می‌پردازد، و در این راه خود را به یکی از بزرگترین دشمنان شخصیت ابرقهرمان دکتر استرنج تبدیل نمود. میلیون‌ها سال پیش، دورمامو در کنار خواهرش عومار، یکی از اعضای جهش‌یافته در جامعه‌ای در بعد اضافی با نام فالتین به‌شمار می‌رفتند.

## توانایی‌ها و قدرت‌ها
دورمامو به عنوان یکی از قدرتمندترین مخلوقات و نهادهای کیهانی در دنیای مارول محسوب می‌شود. متشکل از انرژی‌های عرفانی ویژه، دورمامو دارای قدرتی خام حتی بیشتر از ماهرترین جادوگرها است، اگرچه اغلب در این زمینه به دلیل عدم شکیبایی و بی‌صبری خود درمانده است. قدرت او از طریق پرستش دیگران حتی می‌تواند به سطح بیشتری نیز برسد. از میان طیف وسیعی از توانایی‌های دورمامو می‌توان به تغییر شکل ماده، دگرپیکری و تغییر اندازه، کنترل عناصر، خلق موجودات ساختگی، دورآگاهی، دورجنبی، فال اموات، تسخیر روح و سفر در زمان اشاره کرد.
دورمامو قادر به استفاده از تمام انرژی‌های عرفانی واقع در بُعد تاریک است و ظاهراً در این بعد بسیار قوی‌تر است، اما توانایی‌های او بواسطهٔ حضور فیزیکی در دیگر جهان‌ها، تا حدودی محدود می‌شوند، مگر اینکه به طور مستقیم انرژی خود را از طریق همزیستی یا تولد دوباره بازیابی کند. همانند دیگر نهادهای کیهانی، قدرت درونی دورمامو را می‌توان توسط افسون جادوگران منحصر به فرد، از جمله دکتر استرنج فراخواند.